# Ostatni postój II: Nie oglądaj się za siebie
Ostatni postój II: Nie oglądaj się za siebie (tytuł oryg. Rest Stop: Don't Look Back) – amerykański horror filmowy powstały w 2008 roku, wydany z przeznaczeniem użytku domowego. Sequel Ostatniego postoju (2006).

## Obsada
- Richard Tillman – Tom Hilts
- Joey Mendicino – Jess Hilts
- Jessie Ward – Marilyn
- Graham Norris – Jared
- Julie Mond – Nicole
- Brionne Davis – Kierowca
- Diane Salinger (w czołówce jako Diane Louise Salinger) – Matka
- Gary Entin – bliźniak #1
- Edmund Entin – bliźniak #2